# Onthophagus alluvius
Onthophagus alluvius é uma espécie de inseto do género Onthophagus da família Scarabaeidae da ordem Coleoptera. Foi descrita em 1963 por Howden & Cartwright.
Mede 4.5-7.1 mm. Encontra-se no sul dos Estados Unidos e em México.